# (36758) 2000 RG73
2000 RG73 (asteroide 36758) é um asteroide da cintura principal. Possui uma excentricidade de 0.10417760 e uma inclinação de 5.13083º.
Este asteroide foi descoberto no dia 2 de setembro de 2000 por LINEAR em Socorro.